# 23. ceremonia wręczenia Independent Spirit Awards
23. ceremonia wręczenia niezależnych nagród Independent Spirit Awards 2007 odbyła się 23 lutego 2008 roku na plaży w Santa Monica. 27 listopada 2007 roku zostały ogłoszone nominacje do nagród.
Galę poprowadził Rainn Wilson.
Najwięcej – 4 nominacje otrzymały film Juno w reżyserii Jasona Reitmana, Motyl i skafander w reż. Juliana Schnabela, I’m Not There. Gdzie indziej jestem w reż. Todda Haynesa i Rodzina Savage w reż. Tamary Jenkins.
Najwięcej nagród, bo aż trzy zdobył film Juno w reżyserii Jasona Reitmana. Najlepszym aktorem okazał się Phillip Seymour Hoffman, za rolę w filmie Rodzina Savage. Najlepsza tegoroczna aktorka to Ellen Page i jej rola w filmie Juno.

## Laureaci i nominowani
Laureaci nagród wyróżnieni są wytłuszczeniem

### Najlepszy film niezależny
- Juno
  - Motyl i skafander
  - I’m Not There. Gdzie indziej jestem
  - Cena odwagi
  - Paranoid Park

### Najlepszy film zagraniczny
- Once
  -  4 miesiące, 3 tygodnie i 2 dni
  -  Przyjeżdża orkiestra
  -  Kochanek lady Chatterley
  -  Persepolis

### Najlepszy reżyser
- Julian Schnabel – Motyl i skafander
  - Todd Haynes – I’m Not There. Gdzie indziej jestem
  - Tamara Jenkins – Rodzina Savage
  - Jason Reitman – Juno
  - Gus Van Sant – Paranoid Park

### Najlepszy scenariusz
- Tamara Jenkins – Rodzina Savage
  - Ronald Harwood – Motyl i skafander
  - Fred Parnes i Andrew Wagner – Starting Out in the Evening
  - Adrienne Shelly – Kelnerka
  - Mike White – Rok psa

### Najlepsza główna rola żeńska
- Ellen Page – Juno
  - Angelina Jolie – Cena odwagi
  - Sienna Miller – Rozmowa z gwiazdą
  - Parker Posey – Szukając miłości
  - Tang Wei – Ostrożnie, pożądanie

### Najlepsza główna rola męska
- Philip Seymour Hoffman – Rodzina Savage
  - Pedro Castaneda – August Evening
  - Don Cheadle – Talk to Me
  - Frank Langella – Starting Out in the Evening
  - Tony Leung –  Ostrożnie, pożądanie

### Najlepsza drugoplanowa rola żeńska
- Cate Blanchett – I’m Not There. Gdzie indziej jestem
  - Anna Kendrick – Życiowa debata
  - Jennifer Jason Leigh – Margot jedzie na ślub
  - Tamara Podemski – Four Sheets to the Wind
  - Marisa Tomei – Nim diabeł dowie się, że nie żyjesz

### Najlepsza drugoplanowa rola męska
- Chiwetel Ejiofor – Talk to Me
  - Markus Carl Franklin – I’m Not There. Gdzie indziej jestem
  - Kene Holiday – Great World of Sound
  - Irffan Khan – Imiennik
  - Steve Zahn – Operacja Świt

### Najlepszy debiut
- Scott Frank – Świadek bez pamięci
  - Julie Delpy – Dwa dni w Paryżu
  - Craig Zobel – Great World of Sound
  - Jeffrey Blitz – Życiowa debata
  - Rajnesh Domalpalli – Vanaja

### Najlepszy debiutancki scenariusz
- Diablo Cody – Juno
  - Kelly Masterson – Nim diabeł dowie się, że nie żyjesz
  - Zoe Cassavettes – Szukając miłości
  - John Orloff – Motyl i skafander
  - Jeffrey Blitz – Życiowa debata

### Najlepsze zdjęcia
- Janusz Kamiński – Motyl i skafander
  - Rodrigo Pieto – Ostrożnie, pożądanie
  - W. Mott Hupfel III – Rodzina Savage
  - Milton Kam – Vanaja
  - Mihai Mălaimare Jr. – Młodość stulatka

### Najlepszy dokument
- Crazy Love
  - Lake of Fire
  - Manufactured Landscapes
  - The Monastery
  - The Prisoner or: How I Planned to Kill Tony Blair

### Nagroda Johna Cassavetesa
(przyznawana filmowi zrealizowanemu za mniej niż pięćset tysięcy dolarów)
- August Evening
  - Owl and the Sparrow
  - Basen
  - Quiet City
  - Shotgun Stories

### Nagroda Roberta Altmana
(dla reżysera, reżysera castingu i zespołu aktorskiego)
- I’m Not There. Gdzie indziej jestem

### Nagroda producentów  „Piaget”
(11. rozdanie nagrody producentów dla wschodzących producentów, którzy, pomimo bardzo ograniczonych zasobów, wykazali kreatywność, wytrwałość i wizję niezbędną do produkcji niezależnych filmów wysokiej jakości.
Nagroda wynosi 25 000 dolarów ufundowanych przez sponsora Piaget)
- Neil Kopp – Paranoid Park i Old Joy
  - Alexis Ferris – Cthulhu i Police Beat
  - Anne Clements – Ping Pong Playa i Quinceañera

### Nagroda „Ktoś do pilnowania”
(14. rozdanie nagrody „Ktoś do pilnowania”; nagroda przyznana zostaje utalentowanemu reżyserowi z wizją, który nie otrzymał jeszcze odpowiedniego uznania. Nagroda wynosi 25 000 dolarów)

(Reżyser – Film)
- Ramin Bahrani – Chop Shop
  - Ronald Bronstein – Frownland
  - Lee Isaac Chung – Munyurangabo

### Nagroda „Prawdziwsze od fikcji”
(13. rozdanie nagrody „Prawdziwsze od fikcji”; nagroda przyznana została wschodzącemu reżyserowi filmu non-fiction, który jeszcze nie otrzymał uznania. Nagroda wynosi 25 000 dolarów)

- Laura Dunn – The Unforessen
  - Gary Huswit – Helvetica
  - John Maringouin – Running Stumbled